# Chiesa di Santa Maria dell'Indirizzo
Santa Maria dell'Indirizzo è una chiesa cattolica romana situata sulla piazza omonima nel centro della città di Catania. L'edificio è compreso nell'Istituto Comprensivo Amerigo Vespucci, che oggi occupa l'ex convento dei Carmelitani Scalzi, a cui un tempo era associata la chiesa. Di maggiore interesse e meglio mantenuti, sono i piccoli ruderi di un'antica terme romana, denominate Terme dell'Indirizzo, situate dietro l'abside della chiesa.

## Storia e descrizione
Le terme dietro la chiesa sono visibili dalla strada. Sembrano databili all'età tardo imperiale (III-V secolo d.C.). In epoca tardo medievale le strutture furono utilizzate come botteghe o magazzini e l'origine fu nascosta. Le osservazioni dell'antiquario e primo archeologo Ignazio Paternò Castello, che visse nel vicino Palazzo Biscari, interpretò le strutture come un'ex terme romana. Anche se di piccole dimensioni, sembra contenere ambienti separati per il calidarium e il frigidarium. Sono una delle varie rovine di terme di questo tipo a Catania.
La chiesa e il convento acquisirono la denominazione di Indirizzo a causa di una leggenda locale secondo la quale, nel 1610, Don Pedro Téllez-Girón, duca di Osuna e viceré di Sicilia, riuscì a scampare ad un terribile temporale grazie all'apparizione di una luce che lo guidasse verso un porto sicuro. Per ringraziare la Vergine di questa miracolosa intercessione fu eretta la chiesa. Agli inizi del XVII secolo il terreno venne ceduto ai Padri Carmelitani Riformati, fino a quel momento di stanza nella chiesa di Santa Maria in Mano Santa, situata nell'attuale Piazza Dante.
Attualmente la chiesa si presenta esternamente in pessimo stato. La facciata della chiesa è prevalentemente piana e sobria, incorniciata da lesene rettilinee. Al portale principale si accede da una doppia scalinata ad unica rampa. Le porte laterali presentano alcune delle giocose decorazioni barocche tipiche delle chiese catanesi del XVIII secolo.